# Leucaena multicapitula
Leucaena multicapitula là một loài thực vật có hoa trong họ Đậu. Loài này được Schery miêu tả khoa học đầu tiên.